# Възнесение Господне (Оровник)
„Възнесение Господне/Христово“ или „Свети Спас“ (на гръцки: Ανάληψη, Αναλήψεως) е православна църква в преспанското село Оровник (Кариес), Гърция, част от Леринската, Преспанска и Еордейска епархия на Цариградската патриаршия, под управлението на Църквата на Гърция.

## Местоположение
Църквата е гробищен храм, разположен в западния дял на селото.

## История
Църквата е построена в края на XIX век, за което свидетелства надпис върху стенописа на Света Богорица Влахернска в нишата на светилището.

## Описание
В архитектурно отношение е трикорабна базилика с дървен покрив, чиято форма е променена поради по-късни намеси. В нея има дърворезбован иконостас с икони от XVIII и XIX век, една от които, според посветителния ѝ надпис, е дарение на свещеник Андон Стойков (Антониос Стойкос) от 1757 година.